# Harry Steevens
Henri "Harry/Harrie" Steevens (nascido em 27 de abril de 1945) é um ex-ciclista holandês, que foi ativo entre 1960 e 1942. Competiu na prova de estrada (individual) dos Jogos Olímpicos de 1964 em Tóquio, terminando na 40ª posição. Dois anos depois, conquistou uma medalha de prata no contrarrelógio por equipes do Campeonato Mundial de 1966. Também venceu o Tour de Olympia (1965), Tour de Limburgo (Países Baixos) (1966) e Amstel Gold Race (1968), assim como etapas individuais do Tour de Olympia (1964, 1965, 1966), Vuelta a Andalucía (1968) e Volta à Suíça (1970).